# Libia ai Giochi della XVIII Olimpiade
La Libia partecipò ai Giochi della XVIII Olimpiade, svoltisi a Tokyo dal 10 al 24 ottobre 1964, con un solo atleta. Fu la prima partecipazione ai Giochi della rappresentativa libica che in quell'occasione fu composta da un solo atleta,  il maratoneta Suliman Fighi Hassan, che peraltro non prese il via alla competizione.